# Luhns
Die Luhns GmbH (Eigenschreibweise LUHNS) war ein deutsches Unternehmen zur Herstellung von Seifen, Kosmetika, Wasch-, Putz- und Reinigungsmitteln mit Stammsitz im Wuppertaler Stadtbezirk Oberbarmen. Das 1869 als Aug. Luhn & Co. gegründete Familienunternehmen betrieb Anfang des 20. Jahrhunderts eine der größten Seifenfabriken Deutschlands. Nach dem Zweiten Weltkrieg schwenkte man von eigenen Markenartikeln auf die Produktion unter Handelsmarken um. Seit den 1970er-Jahren wurde Luhns von verschiedenen Muttergesellschaften übernommen, entwickelte sich zu einer erfolgreichen Unternehmensgruppe mit mehreren Produktionsstandorten und erklärte schließlich 2015 als Teil der Gemini Holding AG (siehe Hansa Group) Insolvenz.

## Geschichte

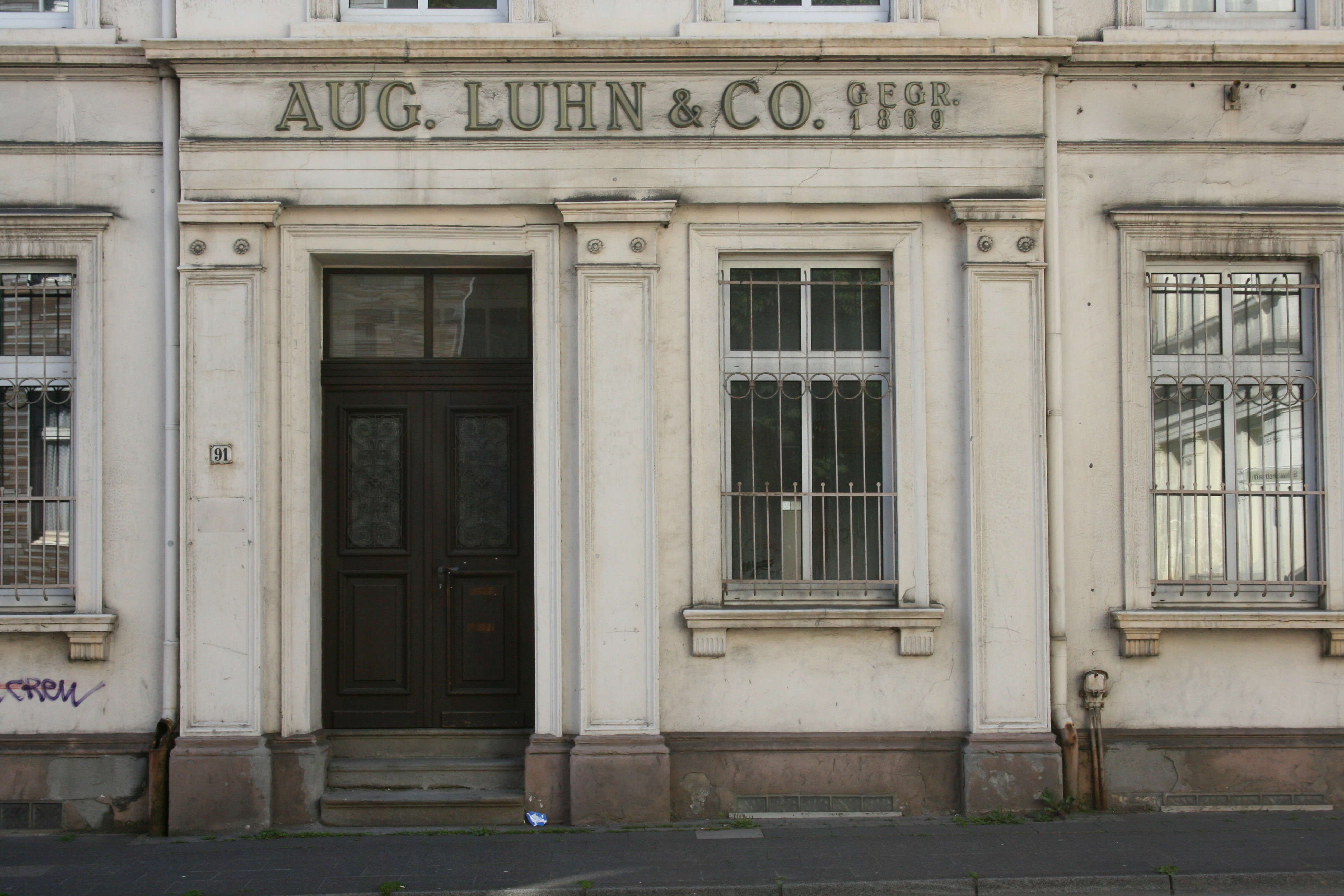
Schriftzug am ehemaligen Verwaltungsgebäude (2009)

### Familienunternehmen
Das Unternehmen wurde am 8. Januar 1869 von August Luhn, seiner Ehefrau Pauline und Theodor Leyerer als Kompagnon in Barmen-Wichlinghausen (heute zu Wuppertal) gegründet. Man baute bald am Schwarzbach eine Fabrik für Schmierseife auf, handelte aber auch mit Seifenprodukten. Leyerer schied 1875 aus dem Unternehmen aus.
In den 1890er Jahren wurden der Werbespruch „Am roten Band wird Luhns erkannt“ sowie mehrere Wortmarken eingeführt und rechtlich geschützt. Man stellte nun auch Kernseifen her. 1897/98 erwirtschaftete die Firma „Aug. Luhn & Co.“ im damaligen Deutschen Reich 10 Mio. Goldmark Umsatz. Um die Jahrhundertwende erweiterte das Unternehmen seine Produktpalette um weitere Seifen und Waschmittel und baute den Stammsitz in der Schwarzbach weiter aus. Da die Stadt das Unternehmensgrundstück mittlerweile umschlossen hatte, wuchs die Fabrik in die Höhe. 1900/01 errichtete man ein fünfgeschossiges Gebäude mit der Rückseite zum Bahnhof Wichlinghausen, von dem aus ein Gleisanschluss in das oberste Geschoss führte. Damals galt sie als größte Seifenfabrik Deutschlands mit den drei größten Siedekesseln, sie hatten ein Fassungsvermögen von 300.000 Kilogramm. 1905/06 folgte der inzwischen denkmalgeschützte Trakt mit Treppenturm im Norden.

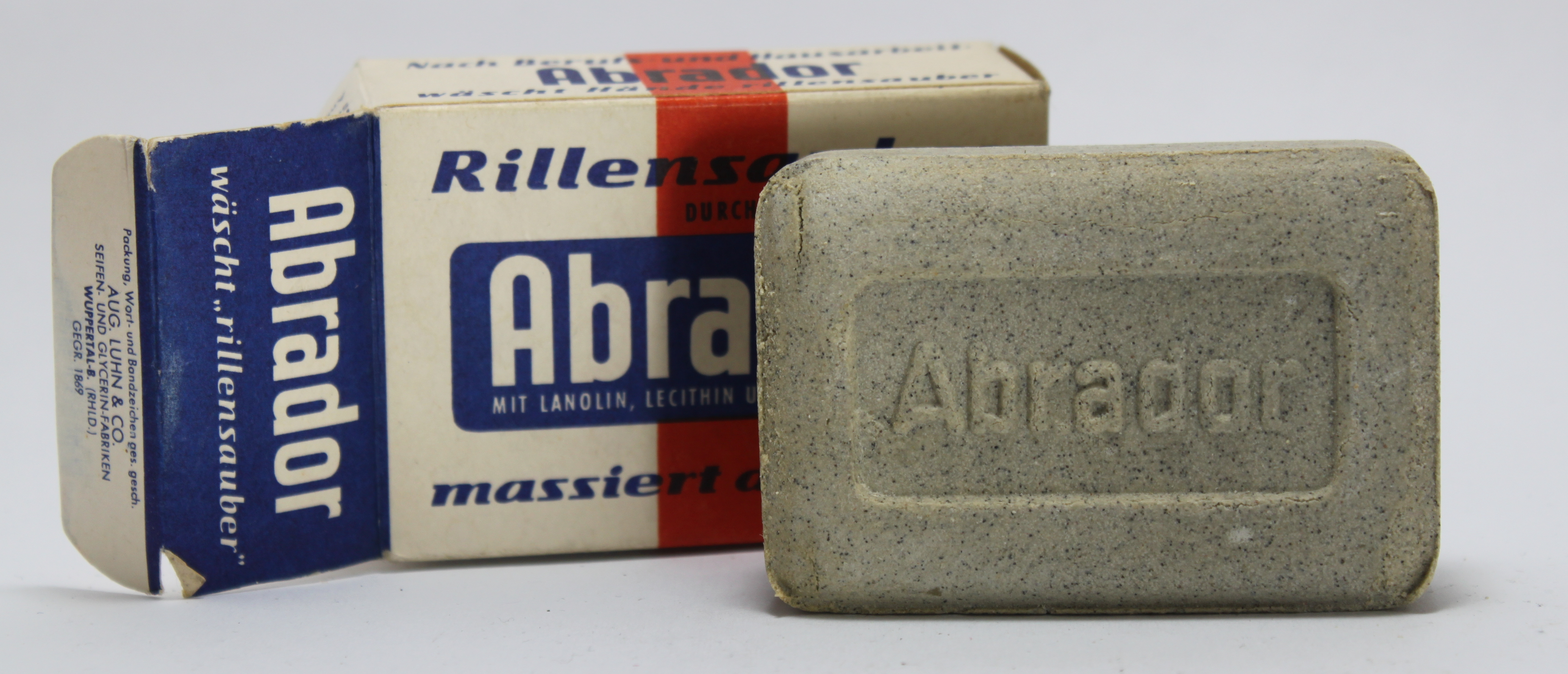
Abrador

Im Jahr 1914 arbeiteten 260 Menschen in dem Werk. Nach dem Ersten Weltkrieg stellte Luhns den Vertrieb über Handelsvertreter um und expandierte ins Ausland. Die Produktion und die eigene Stromerzeugung wurden modernisiert und ausgebaut. Das Unternehmen verkaufte erfolgreich parfümierte Kernseifen, Geschenkartikel und Kosmetika unter zahlreichen Markennamen („Barmenia“, „Ideal“, „Alco“, „Abrador“ etc.) sowie Glycerin als Nebenprodukt. 1944/45 wurden bei den Luftangriffen auf Wuppertal im Zweiten Weltkrieg weite Teile der Fabrikanlagen zerstört.
Nach dem Krieg brachte Luhns als erstes Unternehmen der Branche ein Seifenpulver mit „Schaumbleiche“ heraus (Markenname „Lunika“ – „Lunika wäscht wunderbar“). 1954 wurden bereits wieder 25 Mio. DM umgesetzt. Das Unternehmen produzierte zunehmend unter Handelsmarken für die neuen Supermarktketten. Zum 100-jährigen Bestehen des Unternehmens 1969 erreichte der Umsatz 86 Mio. DM. Zu diesem Zeitpunkt waren 700 Menschen bei Luhns beschäftigt, Günter Robert Luhn führte das Unternehmen in der dritten Generation. Ein Großbrand richtete 1970 einen Schaden von rund einer Million DM an.

### Ab 1973
Ende 1972 schied die Familie Luhn aus dem Unternehmen aus, das Unternehmen wurde in eine Aktiengesellschaft umgewandelt und ging in Besitz des belgischen Unternehmens Tensia über. 1977 erwirtschaftete Luhns einen Umsatz von 120 Mio. DM. BP erwarb das Unternehmen 1980 durch die Übernahme von Tensia. Im Juli 1987 wird der Firmenname in LUHNS GmbH geändert und von BP neben Tensia geführt. 1987 kam das Unternehmen an die Zürcher Steinfels-Gruppe, eine Tochter der Coop. Das Unternehmen expandierte erneut ins europäische Ausland, automatisierte seine Produktion und übernahm Werke im belgischen Lembeek (Gemeinde Halle, ehemals Tensia), in Bopfingen (ab 1988) und in Greven-Reckenfeld (ab 1989). Im Juni 1988 kam es zu einem schweren Betriebsunfall in Wuppertal, bei dem Tenside in die Wupper gelangten und dort ein großes Fischsterben auslösten. Dort verblieb später nur der Hauptsitz und die Produktion fester Seifen. Im Jahr 1990 erwirtschaftete es mit 740 Beschäftigten in elf Tochtergesellschaften insgesamt 250 Mio. DM Umsatz.
Steinfels verkaufte das Unternehmen, 1993 wurde der Finanzinvestor Warburg Pincus Mehrheitsgesellschafter und Pall Mall Capital Mitaktionär. Andreas Heeschen, bis dahin Gesellschafter der Pall Mall Capital, wurde 1998 nach dem Austritt von Warburg Pincus Mehrheitsgesellschafter von Luhns. Ein Jahr darauf übernahm Luhns die beiden Münchner Kosmetikunternehmen Butler und Trendy. Eine geplante Fusion mit dem Düsseldorfer Henkel-Konzern wurde 1999 vom Bundeskartellamt untersagt. 2001 gab Luhns die Produktion in Wuppertal ganz auf, neuer Sitz der Verwaltung wurde das Werk in Greven. Die belgische Tochter ging im Oktober 2008 in Konkurs, der Werk in Lembeek wurde geschlossen und die 62 Angestellten entlassen. Im Dezember 2008 verkaufte Heeschen seine Anteile an die Hansa Group des iranischstämmigen Duisburger Unternehmers Khodayar Alambeigi (zunächst als Tochtergesellschaft der Savanna AG, seit Mai 2010 als Tochtergesellschaft der Hansa Group). Das Unternehmen mit 320 Beschäftigten erwirtschaftete in diesem Jahr einen Umsatz von rund 170 Mio. Euro. Unter Hansa wurde 2009 wieder eine Abteilung im Wuppertaler Stammwerk angesiedelt, die vorher im Kölner Triangle-Hochhaus saß. Später folgte auch ein Teil der Verwaltung. Ende 2013 zog sich Luhns wieder aus Wuppertal zurück und verlegte den Verwaltungssitz nach Duisburg. Der Produktionsstandort in Bopfingen wurde zum 2. Quartal 2011 geschlossen und zu einer anderen Hansa-Tochter in Genthin verlagert.
Nach der Insolvenz der Hansa Group Mitte des Jahres 2014 wurde Luhns an die Gemini Holding verkauft, die alle Vermögenswerte der Hansa Group rückwirkend übernahm. Luhns firmierte danach unter dem Namen Luhns 1869 GmbH & Co. KG als Tensidhersteller mit Sitz in Duisburg und Produktionsstandorten in Genthin, Ibbenbüren, Greven und Düren. Die Gemini Holding und ihre Tochtergesellschaften meldeten ihrerseits im Mai 2015 Insolvenz an.

## Standorte

### Stammsitz Wuppertal

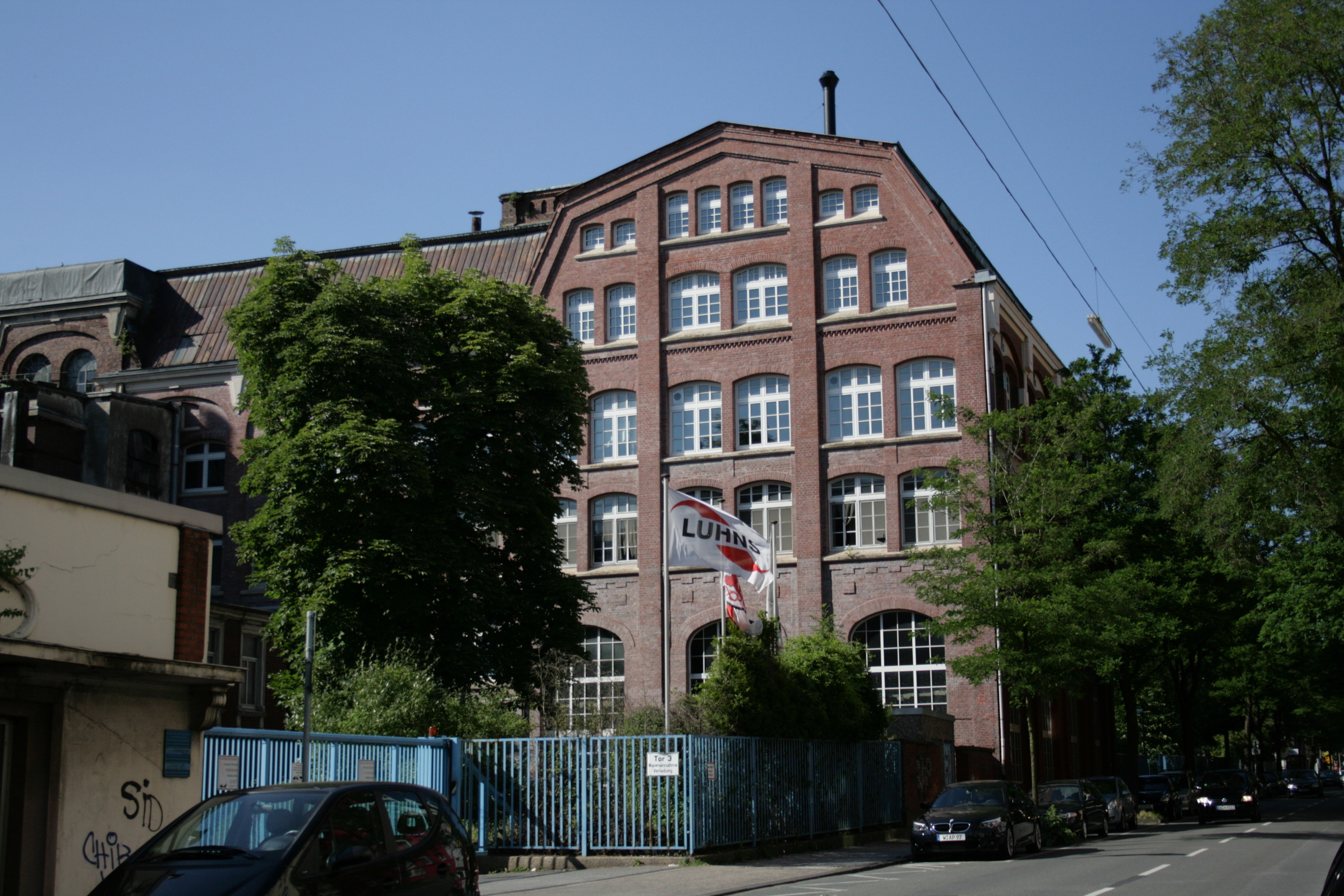
Luhns-Stammwerk in Wuppertal (2009)

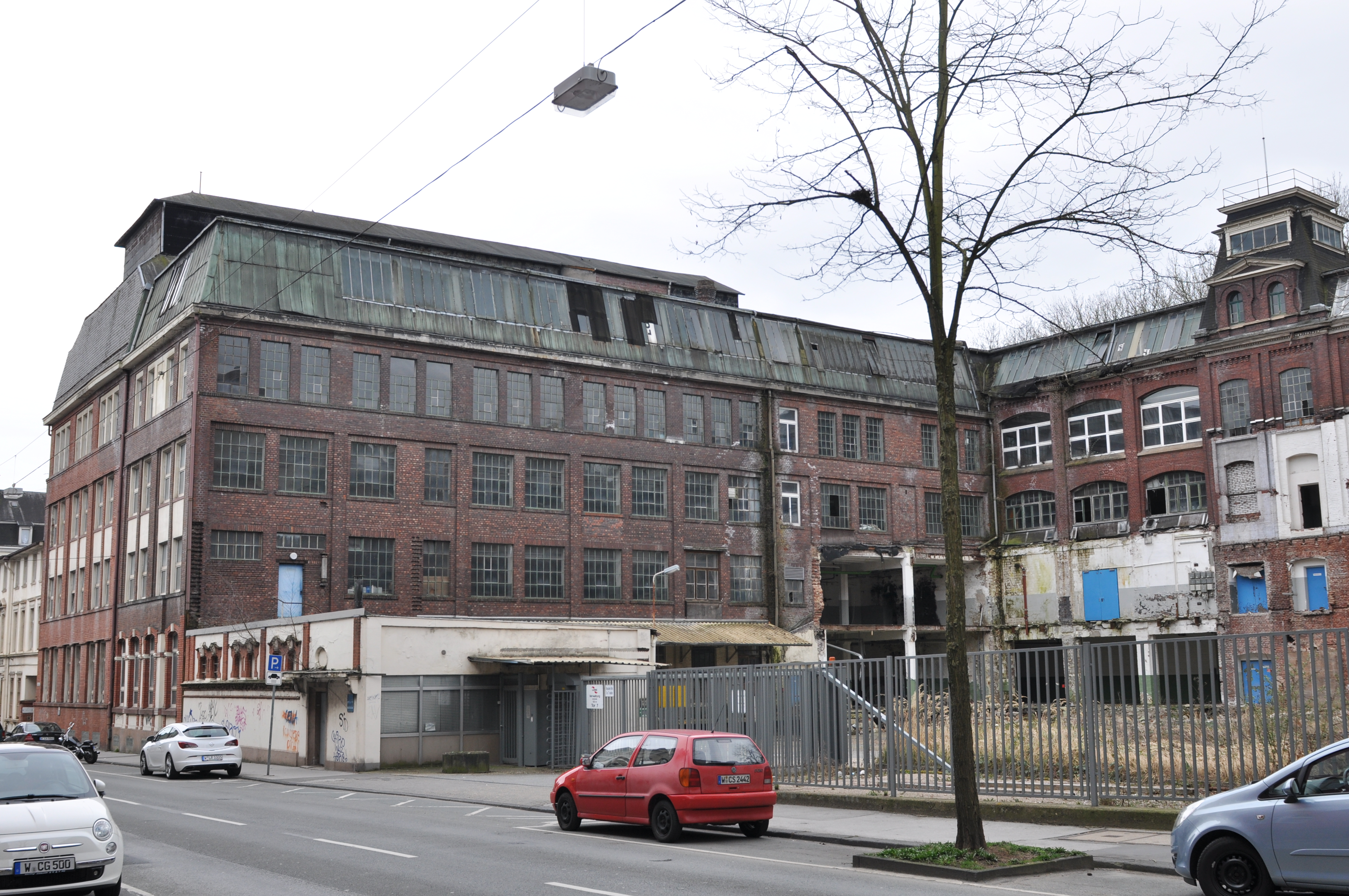
Stammwerk (2015)

Der Gründungsstandort in Wuppertal, wo zuletzt Seifen, Zahncreme und WC-Stifte produziert worden waren, steht seit 1993 in Teilen unter Denkmalschutz. Er wurde 2001 weitgehend aufgegeben und beherbergte nur noch ein Forschungs- und Entwicklungs-Labor. Man bemühte sich um Konzepte für eine zukünftige Verwendung des 20.000 m² großen Werksgeländes. Nach der Übernahme durch die Hansa-Gruppe wurde das Stammwerk wieder intensiver genutzt, bis Ende 2013 wurden die Stellen aber vollständig nach Greven und Duisburg verlegt. Seitdem befindet sich das Jobcenter Oberbarmen in einem Teil der Räumlichkeiten. Was mit dem restlichen Gebäudekomplex passiert, war lange Zeit unklar. Nachdem die Planung einer Kaufland-Filiale und eines Ärztezentrums gescheitert waren, wurde im Juni 2017 bekannt gegeben, dass die Bebauung auf dem restlichen Areal abgebrochen werden sollte. Zum Abriss kam es jedoch nicht, stattdessen sollten die Gebäudeteile 2019 separat für eine Nachnutzung verkauft werden.
Zwischen 1978 und 1989 unterhielt Luhns außerdem ein Warenlager im Wuppertaler Gewerbegebiet Hölker Feld in Nächstebreck.

### Greven-Reckenfeld
In Greven-Reckenfeld übernahm Luhns 1989 ein etwa 15 Jahre altes Werk von Procter & Gamble. Dort wurden verschiedenste Arten von Flüssigprodukten wie Vollwaschmittel, Weichspüler, WC-Reiniger und Spülmittel hergestellt, außerdem befand sich dort das Zentrallager. Am Ende war es der letzte Produktionsstandort von Luhns.
Mitte 2015 wurde bekannt gegeben, dass das ehemalige Luhns-Werk in Greven vom Neunkirchener Unternehmen Thurn Produkte, ebenfalls ein Hersteller von Reinigungsprodukten, gekauft wurde. Nach dessen Insolvenz im Februar 2018 übernahm Sopronem, eine Reinigungsmittel-Tochter der Investmentgesellschaft Quantum Capital Partners, den Standort. Die Produkte gingen vor allem an Discounter wie Lidl. Im Juni 2021 meldete auch Sopronem Greven Insolvenz an. Nachdem kein Käufer gefunden wurde, stellte das Werk mit etwa 170 Beschäftigten den Betrieb vollständig ein.

### Bopfingen
Ende 1988 erwarb Luhns die Mehrheitsanteile am Bopfinger Unternehmen Gnann und übernahm es bis Juli 1989 vollständig. Im Werk Bopfingen wurden bis 2011 flüssige Körperpflegeprodukte wie Dusch- und Schaumbäder, Shampoos und Cremeseifen hergestellt.

### Lembeek
Der belgische Standort an der Zenne kam durch die Umstrukturierung 1987 unter die Kontrolle von Luhns, er hatte vorher zu Tensia gehört. Der Betrieb firmierte danach als Cosmina Detergents und stellte vor allem Waschmittelpulver her. Er wurde 2008 stillgelegt. Der Boden war so stark kontaminiert, dass danach nur mit staatlicher Hilfe ein neues Gewerbegebiet auf dem Gelände errichtet werden konnte.